# دانشگاه پکن
دانشگاه پکن (北京大学) دانشگاه دولتی چینی مستقر در شهر هایدیان، پکن است، که در سال ۱۸۹۸ تأسیس شد. این دانشگاه یکی از معتبرترین دانشگاه‌های پکن است که در میان مردم به بیدا (Beida) معروف است و همچنین مهم‌ترین مرکز تحقیقات و اولین دانشگاه مدرن در چین است. دانشگاه پکینگ در سال ۱۸۹۸ با نام دانشگاه سلطنتی پکینگ (Imperial University of Peking) تأسیس شد و در سال 1912 نام آن به دانشگاه ملی پکینگ و سپس در سال ۱۹۵۲ به دانشگاه پکینگ تغییر یافت. در سال ۱۹۲۰ این دانشگاه دومین دانشگاهی شد (بعد از دانشگاه نانجینگ) که اقدام به پذیرش دانشجوی دختر کرد.
این دانشگاه در حال حاضر دارای ۳۰ کالج، ۱۲ دپارتمان و ۲۱۶ مرکز تحقیقاتی است و در گروه علمی موسوم به لیگ C9 قرار دارد. کتابخانه این دانشگاه با ۴٫۵۵ میلیون جلد کتاب بزرگترین کتابخانه دانشگاهی در آسیا است. این کتابخانه از دو بخش غربی و شرقی تشکیل شده که در مجموع مساحتی معادل ۵۳ هزار متر مربع دارند. در سال ۲۰۱۲ در رده‌بندی (QS (QS World University Rankings دانشگاه پکینگ در رده ۴۴ دانشگاه‌های برتر دنیا قرار گرفت.
سید ابراهیم رئیسی ،رئیس جمهور پیشین ایران دارای عنوان استاد  افتخاری از این دانشگاه است.